# دیمیبو

دیمیبو شهری در شهرستان سامی در استان بانوا در بورکینافاسوی غربی است و جمعیت آن ۵۹۹ نفر است.